# Dvrsnica
Dvrsnica je naseljeno mjesto u općini Ravno, Federacija Bosne i Hercegovine, BiH.

## Povijest
Selo Vrsenica se spominje u „Poimeničnome popisu sandžaka vilajeta Hercegovine” 1475. – 1477. u kojemu stanuju obitelji dvojice braće – Radosava i Vučihne, Radojkovih sinova. Od 17. stoljeća selo se navodi pod današnjim imenom Dvrsnica, a rjeđe i pod imenom Drenjica.
Selo je smješteno ispod brda Bratogošac, a ispod sela se nalaze ostatci obrambene utvrde kojima su se služili age Đikići i Muslibegovići. U selu je kasnije živjela veća muslimanska zajednica te je tamo sačuvano i muslimansko groblje. Selo je bilo poznato po razvijenom klesarstvu i rabarstvu.
Do potpisivanja Daytonskog mirovnog sporazuma bilo je u sastavu tadašnje općine Trebinje koja je ušla u sastav Republike Srpske.

## Stanovništvo

### 1991.
Nacionalni sastav stanovništva 1991. godine, bio je sljedeći:
ukupno: 28
- Srbi - 28

### 2013.
Nacionalni sastav stanovništva 2013. godine, bio je sljedeći:
ukupno: 4
- Srbi - 4

### Članci
- Vidović, Domagoj. 2010. Pregled toponimije jugozapadnoga dijela Popova. Folia onomastica Croatica. Zavod za lingvistička istraživanja HAZU. Zagreb.  (19): 283–340